# A Kisfaludy Társaság könyvsorozata
A Kisfaludy Társaság könyvsorozata nyomásukban és kötésükben azonos kiállítású, bár külön sorozatnévvel nem jelezett 19. század végi – 20. század eleji magyar nyelvű szépirodalmi–irodalomtörténeti tartalmú könyvek sorozata volt.

## Részei
Az egyes kötetek a Franklin-Társulat Magyar Irod. Intézet és Könyvnyomda és a Kisfaludy Társaság közös kiadásában jelentek meg Budapest az 1880-as évektől az 1920-as évekig, és – a jelenleg megállapítható források szerint – a következők voltak:
| - Csató Pál szépirodalmi munkái, 1883 - Fiók Károly: Nala és Damajánti – Hindu rege a Mahá-bháratából, 1885 - Erdélyi János: Pályák és pálmák, 1886 - Tibullus elégiái, 1886 - Baróti Lajos: Petőfi ujabb reliquiái 1838–1849, 1887 - Baksay Sándor: Gyalog-ösvény I–II., 1887 - Tennyson Alfréd király-idylljei, 1889 - Salamon Ferencz: Irodalmi tanulmányok I–II., 1889 - Imre Sándor: A néphumor a magyar irodalomban, 1890 - Szemerei Szemere Pál munkái I–III., 1890 - Schiller költeményei, 1890 - Négyesy László: A mértékes magyar verselés története, 1892 - Burns Róbert költeményei, 1892 - Vadnai Károly: A besorozott – História 1850-ből, 1895 - Lord Byron: Kain – Mysterium, 1895 - Firdúszi: Szijavus, 1896 - Ferenczy Zoltán: Petőfi életrajza I. kötet II. kötet III. kötet, 1896 - Firdúszi: Zál és Rudabé, 1897 - Berczik Árpád: Őszi hajtás, 1897 - Az Iliász hat első éneke, 1897 - Kálidásza: Sakuntala, 1887 - Haraszti Gyula: Moliére élete és művei I–II., 1897 - Goethe: Hermán és Dorottya, 1900 - Goncourt Edmond: A Zemganno fivérek, 1900 - Mrs. Craik (Dinah M. Mulock): Garland lelkész leánya, 1903 - Péterfy Jenő összegyüjtött munkái I–III., 1901–1903 | - Alexander Bernát: Shakespeare Hamletje, 1902 - Anthologia a XIX. század franczia lyrájából I–II., 1903 - Sebestyén Gyula: A magyar honfoglalás mondái I–II., 1904-1905 - Baksay Sándor: Nagymama karácsonyja – A csudálatos történet, 1905 - Vadnai Károly: Irodalmi emlékek, 1905 - Kielland L. Sándor: Garman és Worse, 1906 - H. Taine: La Fontaine, 1909 - Lévay József: A múzsa búcsúja, 1909 - Keleti Gusztáv: Művészeti dolgozatok, 1910 - Lukács György: A modern dráma fejlődésének története I–II., 1911 - Csengeri János: Aeschylos Oresteiája – Drámai trilogia, 1911 - Váradi Antal: Régi magyar szinészvilág, 1911 - Katona Lajos irodalmi tanulmányai I–II., 1912 - Horatius ódái és epodosai, 1913 - Báró Kemény Zsigmond hátrahagyott munkái, 1914 - Vargha Gyula költeményei, 1915 - Knight, William: Az aesthetika története, 1915 - Bárd Miklós költeményei (1887–1913), 1915 - Kozma Andor: Hetedhét országból – Úti emlékek és mesék, 1916 - Baksay Sándor összegyűjtött irodalmi dolgozatai I–III., 1917 - Radó Antal: A magyar rím, 1921 - Dalmady Győző költeményei, 1922 - Riedl Frigyes: Petőfi Sándor, 1923 - Papp Ferenc: Rákosi Jenő, a hírlapíró, 1924 - Gyulai Pál irodalmi emlékei, 1926 - Szász Béla: Versek, 1928 |

## Képtár
- Más színű borító
- Baksay Sándor összegyűjtött irodalmi dolgozatai
- Erdélyi János: Pályák és pálmák (1886)
- Ferenczi Zoltán: Petőfi életrajza (1896)
- Haraszti Gyula: Moliére élete és művei (1897)